# Ononis baetica
Ononis baetica é uma espécie de planta com flor pertencente à família Fabaceae. 
A autoridade científica da espécie é Clemente, tendo sido publicada em Ensayo Var. Vid Andalucía 291 (1807).

## Portugal
Trata-se de uma espécie presente no território português, nomeadamente os seguintes táxones infraespecíficos:
- Ononis baetica var. baetica - presente em Portugal Continental. Em termos de naturalidade é nativa da região atrás referida. Não se encontra protegida por legislação portuguesa ou da Comunidade Europeia.